# Giro del Belgio 2013
Il Giro del Belgio 2013, ottantatreesima edizione della corsa e valida come evento UCI Europe Tour 2013 categoria 2.HC, si svolse dal 22 al 26 maggio 2013, per un percorso totale di 730,1 km suddiviso in 5 tappe. Fu vinto dal tedesco Tony Martin che terminò la corsa con il tempo totale di 17 ore, 28 minuti e 32 secondi.
Al traguardo di Banneux 82 ciclisti portarono a termine il giro.

## Tappe
| Tappa  | Data      | Percorso                                      | km    | Vincitore di tappa | Leader cl. generale |
| ------ | --------- | --------------------------------------------- | ----- | ------------------ | ------------------- |
| 1ª     | 22 maggio | Lochristi > Knokke-Heist                      | 194,2 | André Greipel      | André Greipel       |
| 2ª     | 23 maggio | Knokke-Heist > Ninove                         | 181   | André Greipel      | André Greipel       |
| 3ª     | 24 maggio | Beveren > Beveren (cron. individuale)         | 15    | Tony Martin        | Tony Martin         |
| 4ª     | 25 maggio | Lacs de l'Eau d'Heure > Lacs de l'Eau d'Heure | 164,3 | Maksim Iglinskij   | Tony Martin         |
| 5ª     | 26 maggio | Banneux > Banneux                             | 175,6 | Luis León Sánchez  | Tony Martin         |
| Totale | Totale    | Totale                                        | 730,1 |                    |                     |

## Squadre e corridori partecipanti
| N.    | Cod. | Squadra                     |
| ----- | ---- | --------------------------- |
| 1-9   | OPQ  | Omega Pharma-Quickstep      |
| 11-19 | RLT  | RadioShack-Leopard          |
| 21-30 | LTB  | Lotto-Belisol Team          |
| 31-40 | BMC  | BMC Racing Team             |
| 41-50 | VCD  | Vacansoleil-DCM             |
| 51-60 | BLA  | Blanco Pro Cycling Team     |
| 61-70 | AST  | Astana Pro Team             |
| 71-78 | KAT  | Katusha Team                |
| 81-88 | ARG  | Team Argos-Shimano          |
| 91-98 | TSV  | Topsport Vlaanderen-Baloise |

| N.      | Cod. | Squadra                    |
| ------- | ---- | -------------------------- |
| 101-109 | CRE  | Crelan-Euphony             |
| 111-120 | TEL  | Telenet-Fidea              |
| 121-128 | AJW  | Accent Jobs-Wanty          |
| 131-139 | COF  | Cofidis, Solutions Crédits |
| 141-149 | EUC  | Team Europcar              |
| 151-158 | RVL  | RusVelo                    |
| 161-170 | SKT  | An Post-ChainReaction      |
| 171-179 | BPP  | BKCP-Powerplus             |
| 181-188 | TWJ  | To Win-Josan Cycling Team  |
| 191-200 | WBC  | Wallonie-Bruxelles         |

## Dettagli delle tappe

### 1ª tappa
- 22 maggio: Lochristi > Knokke-Heist – 194,2 km

Risultati
| Pos. | Corridore       | Squadra       | Tempo    |
| ---- | --------------- | ------------- | -------- |
| 1    | André Greipel   | Lotto-Belisol | 4h34'53" |
| 2    | Tom Boonen      | Omega Pharma  | s.t.     |
| 3    | Ramon Sinkeldam | Argos-Shimano | s.t.     |

| Pos. | Corridore       | Squadra       | Tempo    |
| ---- | --------------- | ------------- | -------- |
| 1    | André Greipel   | Lotto-Belisol | 4h34'43" |
| 2    | Tom Boonen      | Omega Pharma  | a 4"     |
| 3    | Ramon Sinkeldam | Argos-Shimano | a 6"     |

### 2ª tappa
- 23 maggio: Knokke-Heist > Ninove – 181 km

Risultati
| Pos. | Corridore        | Squadra       | Tempo    |
| ---- | ---------------- | ------------- | -------- |
| 1    | André Greipel    | Lotto-Belisol | 4h11'29" |
| 2    | Danny van Poppel | Vacansoleil   | s.t.     |
| 3    | Tom Boonen       | Omega Pharma  | s.t.     |

| Pos. | Corridore        | Squadra       | Tempo    |
| ---- | ---------------- | ------------- | -------- |
| 1    | André Greipel    | Lotto-Belisol | 8h46'02" |
| 2    | Tom Boonen       | Omega Pharma  | a 10"    |
| 3    | Danny van Poppel | Vacansoleil   | a 14"    |

### 3ª tappa
- 24 maggio: Beveren > Beveren – Cronometro individuale – 15 km

Risultati
| Pos. | Corridore     | Squadra       | Tempo  |
| ---- | ------------- | ------------- | ------ |
| 1    | Tony Martin   | Omega Pharma  | 17'42" |
| 2    | Tom Dumoulin  | Argos-Shimano | a 40"  |
| 3    | Artëm Ovečkin | RusVelo       | a 43"  |

| Pos. | Corridore    | Squadra       | Tempo    |
| ---- | ------------ | ------------- | -------- |
| 1    | Tony Martin  | Omega Pharma  | 9h04'04" |
| 2    | Tom Dumoulin | Argos-Shimano | a 40"    |
| 3    | Tom Boonen   | Omega Pharma  | a 50"    |

### 4ª tappa
- 25 maggio: Lacs de l'Eau d'Heure > Lacs de l'Eau d'Heure – 164,3 km

Risultati
| Pos. | Corridore        | Squadra       | Tempo    |
| ---- | ---------------- | ------------- | -------- |
| 1    | Maksim Iglinskij | Astana        | 3h41'38" |
| 2    | André Greipel    | Lotto-Belisol | a 2"     |
| 3    | Philippe Gilbert | BMC Racing    | s.t.     |

| Pos. | Corridore    | Squadra       | Tempo     |
| ---- | ------------ | ------------- | --------- |
| 1    | Tony Martin  | Omega Pharma  | 12h45'47" |
| 2    | Tom Dumoulin | Argos-Shimano | a 40"     |
| 3    | Tom Boonen   | Omega Pharma  | a 50"     |

### 5ª tappa
- 26 maggio: Banneux > Banneux – 175,6 km

Risultati
| Pos. | Corridore         | Squadra    | Tempo    |
| ---- | ----------------- | ---------- | -------- |
| 1    | Luis León Sánchez | Blanco     | 4h42'18" |
| 2    | Francesco Gavazzi | Astana     | a 27"    |
| 3    | Philippe Gilbert  | BMC Racing | s.t.     |

| Pos. | Corridore         | Squadra      | Tempo     |
| ---- | ----------------- | ------------ | --------- |
| 1    | Tony Martin       | Omega Pharma | 17h28'32" |
| 2    | Luis León Sánchez | Blanco       | a 36"     |
| 3    | Philippe Gilbert  | BMC Racing   | a 51"     |

## Evoluzione delle classifiche
| Tappa              | Vincitore          | Classifica generale Maglia rossa | Classifica a punti Maglia gialla | Classifica combattività Maglia nera | Classifica giovani Maglia bianca | Classifica a squadre   |
| ------------------ | ------------------ | -------------------------------- | -------------------------------- | ----------------------------------- | -------------------------------- | ---------------------- |
| 1ª                 | André Greipel      | André Greipel                    | André Greipel                    | Laurens De Vreese                   | Ramon Sinkeldam                  | Vlaanderen-Baloise     |
| 2ª                 | André Greipel      | André Greipel                    | André Greipel                    | Stijn Steels                        | Danny van Poppel                 | Omega Pharma-Quickstep |
| 3ª                 | Tony Martin        | Tony Martin                      | André Greipel                    | Stijn Steels                        | Tom Dumoulin                     | Omega Pharma-Quickstep |
| 4ª                 | Maksim Iglinskij   | Tony Martin                      | André Greipel                    | Stijn Steels                        | Tom Dumoulin                     | Omega Pharma-Quickstep |
| 5ª                 | Luis León Sánchez  | Tony Martin                      | André Greipel                    | Laurens De Vreese                   | Tom Dumoulin                     | Omega Pharma-Quickstep |
| Classifiche finali | Classifiche finali | Tony Martin                      | André Greipel                    | Laurens De Vreese                   | Tom Dumoulin                     | Omega Pharma-Quickstep |

## Classifiche finali

### Classifica generale
| Pos. | Corridore          | Squadra       | Tempo     |
| ---- | ------------------ | ------------- | --------- |
| 1    | Tony Martin        | Omega Pharma  | 17h28'32" |
| 2    | Luis León Sánchez  | Blanco        | a 36"     |
| 3    | Philippe Gilbert   | BMC Racing    | a 51"     |
| 4    | Andreas Klöden     | RadioShack    | a 1'18"   |
| 5    | Tom Dumoulin       | Argos-Shimano | a 1'30"   |
| 6    | Francesco Gavazzi  | Astana        | a 1'36"   |
| 7    | Kristof Vandewalle | Omega Pharma  | a 1'43"   |
| 8    | Jürgen Roelandts   | Lotto-Belisol | a 1'44"   |
| 9    | Niki Terpstra      | Omega Pharma  | a 1'49"   |
| 10   | Aleksej Catevič    | Katusha Team  | a 2'04"   |

### Classifica a punti
| Pos. | Corridore         | Squadra       | Punti |
| ---- | ----------------- | ------------- | ----- |
| 1    | André Greipel     | Lotto-Belisol | 85    |
| 2    | Philippe Gilbert  | BMC Racing    | 83    |
| 3    | Danny van Poppel  | Vacansoleil   | 63    |
| 4    | Tom Boonen        | Omega Pharma  | 59    |
| 5    | Luis León Sánchez | Blanco        | 54    |

### Classifica scalatori
| Pos. | Corridore         | Squadra     | Punti |
| ---- | ----------------- | ----------- | ----- |
| 1    | Johnny Hoogerland | Vacansoleil | 34    |
| 2    | Greg Van Avermaet | BMC Racing  | 18    |
| 3    | Tom Jelte Slagter | Blanco      | 16    |
| 4    | Luis León Sánchez | Blanco      | 10    |
| 5    | Philippe Gilbert  | BMC Racing  | 7     |

### Classifica combattività
| Pos. | Corridore          | Squadra      | Punti |
| ---- | ------------------ | ------------ | ----- |
| 1    | Laurens De Vreese  | Topsport Vl. | 56    |
| 2    | Stijn Steels       | Crelan       | 41    |
| 3    | Sébastien Delfosse | Crelan       | 39    |
| 4    | Arman Kamyšev      | Astana       | 33    |
| 5    | Alphonse Vermote   | An Post      | 29    |

### Classifica giovani
| Pos. | Corridore             | Squadra       | Punti     |
| ---- | --------------------- | ------------- | --------- |
| 1    | Tom Dumoulin          | Argos-Shimano | 17h30'02" |
| 2    | Aleksej Catevič       | Katusha Team  | a 34"     |
| 3    | Gijs Van Hoecke       | Topsport Vl.  | a 1'56"   |
| 4    | R. Janse van Rensburg | Argos-Shimano | a 2'00"   |
| 5    | Laurent Évrard        | Wallonie-Br.  | a 3'23"   |

### Classifica a squadre
| Pos. | Squadra                             | Tempo     |
| ---- | ----------------------------------- | --------- |
| 1    | Omega Pharma-Quickstep Cycling Team | 52h29'09" |
| 2    | RadioShack-Leopard                  | a 2'26"   |
| 3    | Katusha Team                        | a 4'49"   |
| 4    | Blanco Pro Cycling Team             | a 5'27"   |
| 5    | Vacansoleil-DCM Pro Cycling Team    | a 6'16"   |